# Gotschna
Gotschna (auch Gotschnagrat) ist der Name des Hausberges von Klosters. Die Bezeichnung geht zurück auf sein rotes Gestein (rätoromanisch: cotschen = rot). Auf dem Gipfelplateau des Gotschnagrats liegt das kleine Gotschnaseeli.

## Beschreibung
Zum Skigebiet des Gotschna führt die 1949/50 errichtete Gotschnabahn, die in zwei Abschnitte unterteilt ist: von der Talstation zur Mittelstation fasst die Gondel 125 Personen, von der Mittel- zur Bergstation nur noch deren 100. Das Skigebiet von Gotschna ist mit Parsenn verbunden und wird Gotschna-Parsenn genannt.

## Literaturnachweis

Klosters, Blick nach Westnordwest Gotschnagrat, historisches Luftbild von Werner Friedli (1950)

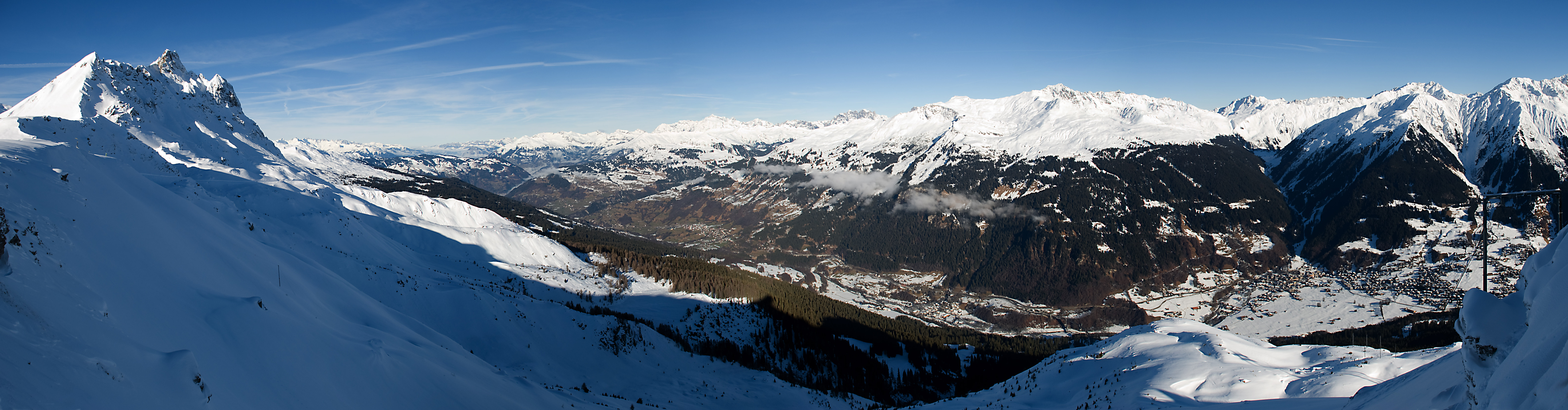
Blick vom Gotschnagrat auf Klosters Dorf (rechts), Serneus (Mitte) und Madrisahorn